# Podręczna Pamięć Programisty
Podręczna Pamięć Programisty (PPP) – seria książek, wydawanych przez Wydawnictwa Naukowo-Techniczne (WNT), dotyczących informatyki.
Seria ukazywała się na przełomie lat osiemdziesiątych i dziewięćdziesiątych. Książki wydawane były w formie małych książeczek o formacie B6. Niewielka objętość publikacji była wygodną, poręczną formą przestawiania kompendium tematu będącego treścią opracowania. I właśnie taki charakter miały publikacje prezentowane w ramach tej serii. Książeczki zawierały zwykle przedstawione w usystematyzowany sposób syntetyczne zestawienia najistotniejszych w danym temacie zagadnień.
W ramach serii „PPP” ukazały się:
- Jarosław Deminet, MS-DOS 3.2 (1988)
- Hanna Włodarska, ChiWriter 2.04 (1988)
- Marian Łakomy, Word 3.1 (1989)
- Wojciech Cellary, Paweł Krysztofiak, Elwro 800 Junior (1989)
- Ryszard Kott, Fortran 77 (1989)
- Jarosław Deminet, WordStar 2000 (1989)
- Tadeusz Mykowiecki, dBASE III Plus (1989)
- Wojciech Cellary, Waldemar Wieczerzycki, System operacyjny iRMX-88 (1989), ISBN 83-204-1130-0.
- Wojciech Sikorski, Programy użytkowe Nortona (1989)
- Jarosław Deminet, MS-DOS 4.01 (1988)
- Hanna Włodarska, ChiWriter 3.01 (1990)
- Beata Paluszkiewicz, Jerzy Siennicki, WordPerfect 5.0 (1990)
- Ryszard Tadeusiewicz, Eureka (1990)
- Krzysztof Kamiński, Turbo Pascal 5.0 (1990)
- Anna Ewerli, PC Paintbrush+ (1990)
- Wojciech Cellary, Paweł Krysztofiak, System operacyjny CP/J
- Krzysztof Walczak, Język Clipper (1990–1991), ISBN 83-204-1359-1.